# Fueros de Navarra

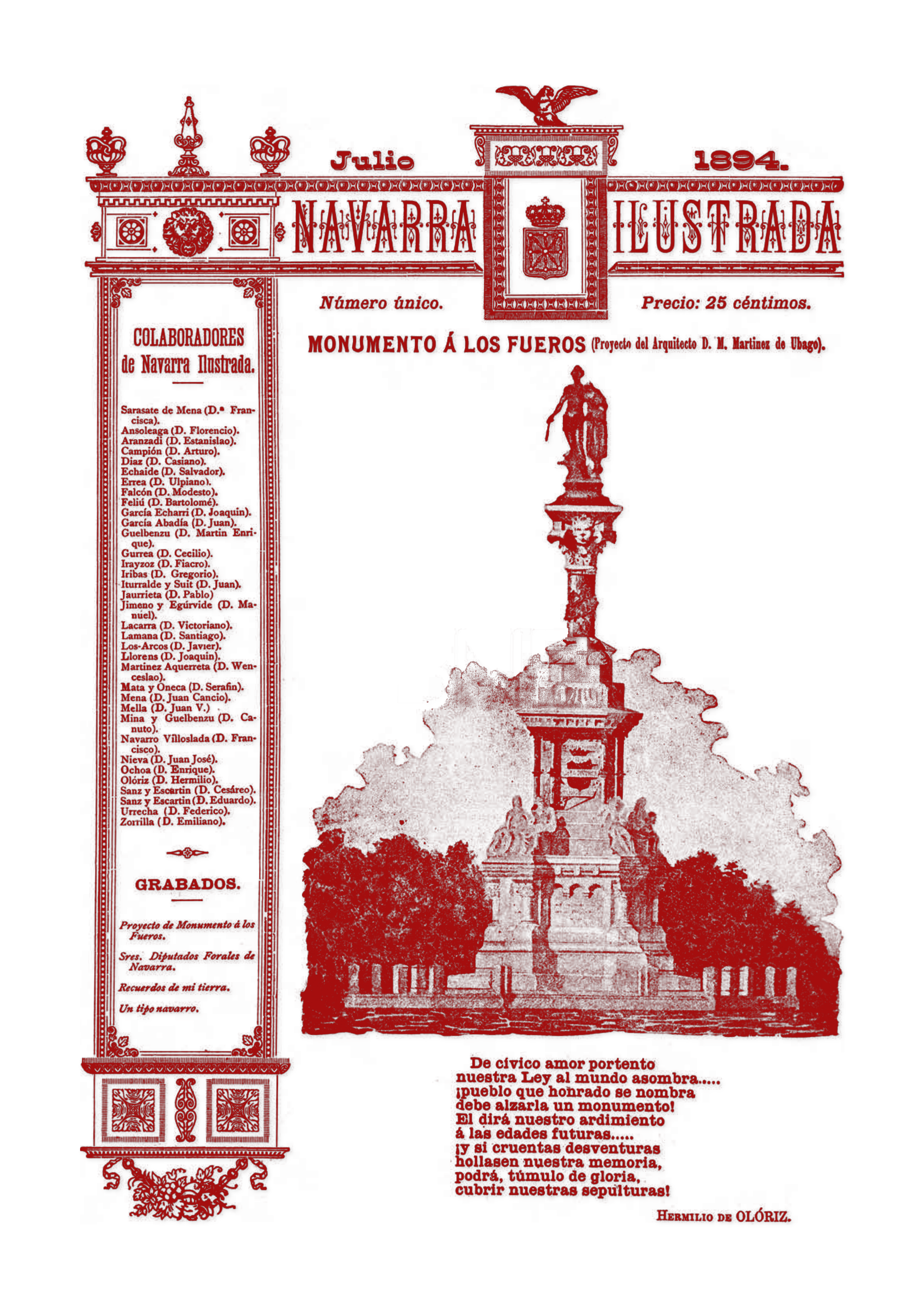
Portada de "Navarra ilustrada"

Fueros de Navarra es la expresión generalista y coloquial para referirse a todo el cuerpo legislativo del que se ha dotado Navarra a lo largo de la historia. Como afirma el historiador aragonés Ángel Martín Duque, afincado en Navarra gran parte de su vida:

«Si se deseara compendiar en una palabra la quintaesencia de Navarra o, si se quiere, la “navarridad”, difícilmente se hallaría otra más cargada de sugerencias y mensajes históricos, vibración ideológica y sentimental, insistente actualidad y empaque que la voz “fuero” o su plural “fueros”, hasta el punto de que el concepto, legítimamente discutible para algunos, de “navarridad” parece conllevar de modo inseparable el referente “foral”.»
Ángel Martín Duque. Signos de identidad histórica para Navarra. 1996.

## Concepto
En su esencia jurídica es derecho consuetudinario y derecho romano. Entronca con el denominado derecho pirenaico, como los Fueros de Bearne. Se materializa en leyes escritas, con el objeto de limitar el poder real y asegurar el ejercicio de las libertades gentilicias. Cuando el rey juraba proteger los fueros, era reconocido como rey.
Por tanto los fueros son la constitución del reino, y como toda constitución, someten el poder al imperio de la ley. Este concepto se expresaba en la igualdad de poderes del "Reyno" y el Rey.
Caso contrario supone la reclamación del Agravio o Contrafuero cuando una persona, gremio o todo el "Reyno" considera vulnerados sus derechos. El Consejo Real revisaba los decretos reales para comprobar su ajuste a los fueros en la institución de la sobrecarta.

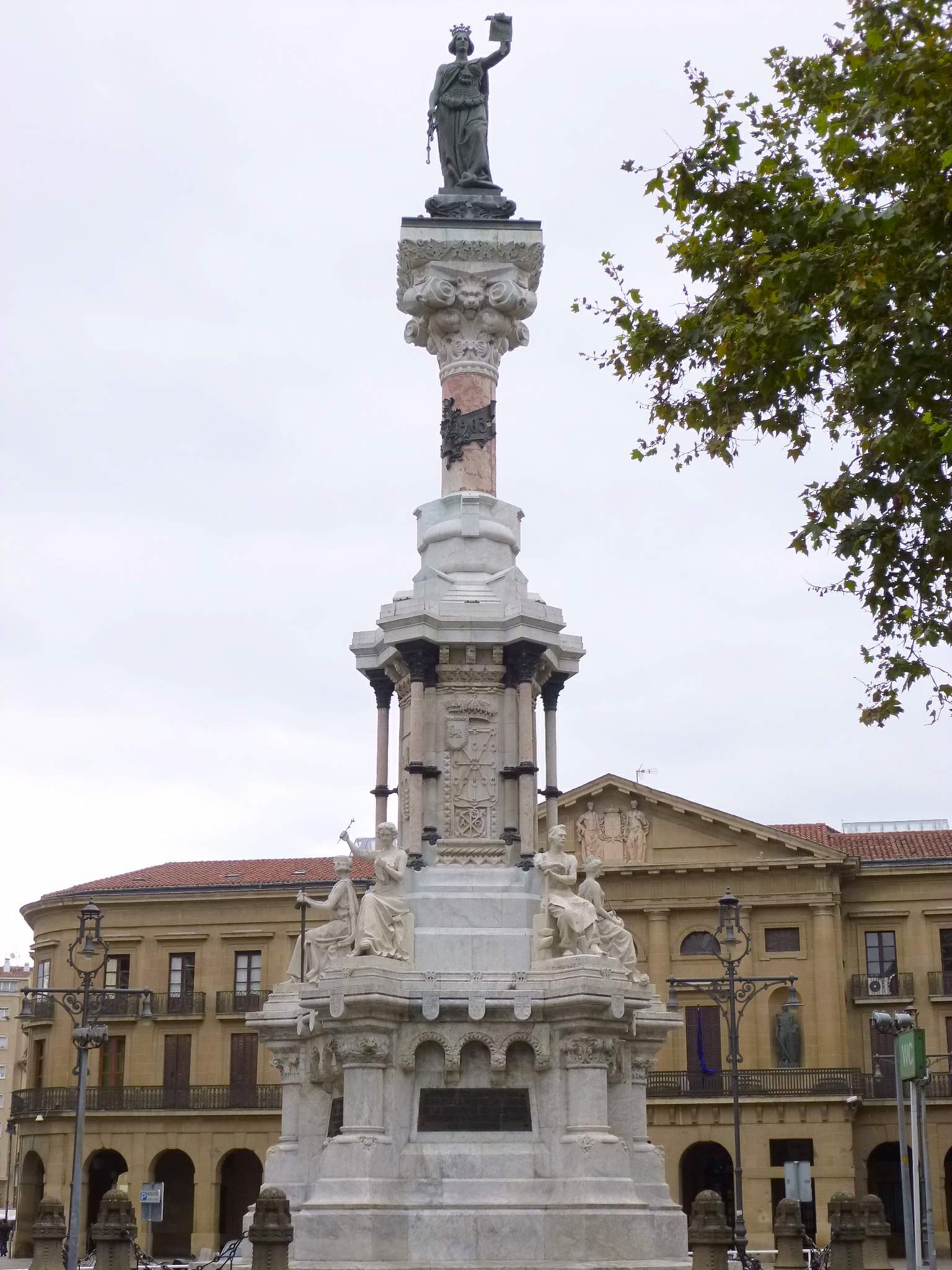
El Monumento a los Fueros de Navarra, símbolo e identidad de un pueblo

## Evolución histórica

### Primer periodo: desde elsigloIXhasta 1839
Es el periodo  de pleno poder legislativo.
Su origen es incluso anterior al del Reino de Pamplona y hay noticias del respeto otorgado por los conquistadores musulmanes a las leyes locales mediante el "adh" o el "sulh". Está en la génesis del reino, la necesidad de un pacto por el cual reconocer a uno de los príncipes como rey obligaría a este a respetar los usos, costumbres y libertades de los valles pirenaicos que lo reconocían. 
La primera versión unificada y sistemática se dio a la muerte de Sancho VII sin sucesión y la elección de su sobrino Teobaldo I de Champaña. El fallecido rey había cometido graves atropellos a los fueros del reino y la llegada del nuevo rey fue acogida con reservas y exigencias por las Juntas de Infanzones de Obanos, imponiendo al nuevo rey el Fuero General de Navarra, muy prolijo y detallista en las limitaciones del poder real.
A partir de ese momento se inicia la institucionalización del "Reyno", primero en la Curia General en 1253 y después en las Cortes Generales desde 1329. Tras la conquista por Castilla las Cortes de Reino alcanzan su configuración definitiva hasta su desaparición en 1829.
Las Cortes fueron el órgano legislativo del reino y principal fuente de fuero, ya que tienen esa consideración todas las leyes aprobadas durante su existencia. Con el paso del tiempo se hicieron necesarias Compilaciones Legislativas, aunque sólo tenían validez aquellas que eran aprobadas por las Cortes y el Rey.
Recopilaciones oficiales:
- Fueros del Reyno de Navarra desde su creación, hasta su feliz unión con el de Castilla y Recopilación de las leyes promulgadas desde dicha unión hasta el año de 1685 de Antonio Chavier, de 1686. Junto a ella se imprime por primera vez el Fuero General.

- Novísima Recopilación de Joaquín Elizondo Alvizu, de 1735.

- Cuadernos de las Leyes de Cortes de 1724 a 1829. Incluyen los reparos presentados al Rey, así como las leyes "positivas" que juraba el virrey en nombre del monarca.

Recopilaciones no oficiales y ordenanzas administrativas:
- El llamado Fuero Reducido, de 1530, aunque sin sanción real, fue muy utilizado.

De Fueros
- Las Ordenanzas del licenciado Pasquier, de 1557 y de 1567.
- Las Ordenanzas del Consejo Real de Navarra, recogidas por Eusa en 1622.
- La Recopilación de Armendáriz, de 1614, que no fue aprobada por el Reino.
- La Recopilación de Sada y Murillo, también de 1614, que tampoco fue aprobada por el Rey.
- El Repertorio de leyes publicado por Irurzun en 1665.

### Segundo periodo: de 1841 a hoy
La Ley de Modificación de Fueros de 1841 suprime el reino y deja Navarra como provincia con autonomía legislativa en materias como derecho tributario, civil y administrativo. Muchos autores califican esta ley como pactada, en virtud de lo cual es considerada fuero. Hay otras opiniones contrarias a este concepto, ya que en esencia es una ley emanada de la soberanía de las Cortes españolas y, por tanto, derogable o modificable por esa misma soberanía.[cita requerida]
Hasta 1981 en que se aprobó el Amejoramiento, la única institución foral fue la Diputación Provincial, asesorada desde 1898 por el Consejo Foral. Por tanto esta fue la única fuente de fuero, limitándose a resoluciones administrativas de muy bajo rango.
Recopilaciones posteriores a la Ley de 1841:
- Recopilación y comentarios de los Fueros y leyes del Antiguo Reino de Navarra vigentes después de la modificación motivada por la aprobación de la Ley Paccionada en agosto de 1841. Obra del jurista navarro y ministro José Alonso, se publicó en Madrid en 1848.

- Legislación administrativa de Navarra. Obra de Luis Oroz Zabaleta, secretario de la Diputación Foral de Navarra. El primer tomo se publicó en 1917 y el segundo en 1923. Existen apéndices desde 1924 hasta 1959

- Compilación de Derecho Civil Foral de Navarra o Fuero Nuevo, promulgada por la Ley de 1 de marzo de 1973. Recoge el vigente Derecho Civil.

## Amejoramiento del Fuero en 1982
La Ley Orgánica de Reintegración y Amejoramiento Foral de Navarra, LORAFNA o Amejoramiento, reviste formalmente igual tradición de pacto y le cabe igual crítica que a la de 1841 en cuanto a su origen soberano. La diferencia está en que la Constitución Española de 1978 reconoce y ampara los derechos forales,  denominándolos “derechos históricos” por primera vez en la tradición constitucional española y la LORAFNA engarza con la constitución precisamente en la Adicional Primera que hace referencia a los Derechos Históricos. 
El Amejoramiento establece un órgano legislativo, el Parlamento de Navarra, donde actualmente se aprueban las leyes forales navarras.
Recopilaciones posteriores a la LORAFNA
- Recopilación privada de las leyes políticas y administrativas de Navarra. Contiene el Derecho público vigente desde la promulgación del Amejoramiento del Fuero hasta su publicación. La recopilación, realizada por José Antonio Rázquin Lizarraga, Juan Luis Beltrán Aguirre, Pedro de Pablo Contreras y Alfonso Zuazu Moneo, se editó en 1987, y en 1991 y 2001 han visto la luz nuevas ediciones.

## Familias de fueros locales
En cuanto a los fueros en su concepto de legislación local, aplicables en una única ciudad y que se extendían individualmente a otras, coinciden en gran parte con los fueros de algunas localidades del reino de Aragón, que en determinados periodos formaba parte del reino de Navarra. No deben confundirse con los fueros de Aragón, documento legislativo de la Corona de Aragón. Al otro lado del Pirineo se otorgaron por los vizcondes de Bearn los Fòrs de Bearn, que tendrán también influencia en algunas villas guipuzcoanas, con el nombre de usos de Oloron.
Los primeros fueros concedidos por los reyes navarros, entonces pamploneses, de los que se tiene noticia eran unos privilegios al Valle del Roncal, de finales del siglo VIII, principios del siglo IX. Los últimos, por contra, serían los de Miranda de Arga, en 1512 y concedidos por Catalina I de Navarra.
Como informaba el jurista Joaquín Salcedo Izu, «las familias de fueros se forman por extensión o difusión del fuero de un lugar a otros varios. Las principales familias de fueros navarros son, según expresa un Códice del Fuero General de Navarra»:
- El fuero de Sobrarbe: supuestamente concedido en 1119 por Alfonso I el Batallador a Tudela, Cervera y Gallipienzo. Aunque los estudios modernos han dejado claro las interpolaciones y adulteraciones del contenido del fuero de Tudela, de incierta fecha y circunstancias[7][8] como también ocurre en los Fueros de Aragón estos fueros apócrifos de Sobrarbe pasaron también al Fuero General de Navarra.[9] En 1127 Alfonso el Batallador había confirmdo y ampliado el fuero «con una nueva carta denominada tortum per tortum, que definió el término municipal y los aprovechamientos comunales, otorgó a la localidad una organización jurídica propia, y le concedió medios con los que defender las libertades otorgadas.» Este fuero tudelano continuó reelaborándose desde de estas fechas dando lugar a las redacciones amplias del siglo XIII, que, junto a otros textos legales, fueron aprovechadas en la redacción el Fuero General de Navarra. Según una nota marginal del códice 3 del Fuero General de Navarra, las poblaciones aforadas al Fuero de Tudela-Sobrarbe en el siglo XIV eran Barillas, Buñuel, Calchetas, Cascante, Cintruénigo, Corella, Cortes, Fustiñana, Gallipienzo, Monteagudo, Murchante, Pedriz, Ribaforada, Tulebras, Urzante y Valtierra.[10]
- El fuero de Jaca, población aragonesa, es el prototipo  de los «estatutos jurídicos propios que fijaron los principales derechos de los pobladores urbanos». Su contenido, fechado en 1077, se extendió, siguiendo la vía jacobea, a otros centros con presencia de francos como en los casos de los fueros de Estella y Pamplona, y a otras poblaciones del reino navarro, cuya extensión entonces abarcaba territorios de Guipúzcoa, Álava o La Rioja actuales. La historiografía suele referirse a él como fuero de Jaca.[11]
  - El fuero de Estella, concedido en 1090, basado en el fuero de Jaca, se fue progresivamente ampliado; y el fuero extenso de Estella de 1164, extendido a Puente la Reina (1122), Olite (1147), Monreal (1149). Larrasoaña (1174), San Nicolás de Pamplona (1174-1177), Villava (1184), y La Navarrería de Pamplona (1189) y San Sebastián (1180). Tiebas y Torralba (1264), Urroz (1286), Tafalla y Artajona (1423), Huarte Araquil (1463) y Mendigorría (1463).[12]
  - El fuero de Pamplona o fuero de los francos del Burgo de San Saturnino de Pamplona, basado en el fuero de Jaca, le fue concedido en 1129 por Alfonso I el Batallador. Fue extendido a otras poblaciones como Sangüesa, Lumbier, Roncesvalles, Larrasoaña, Villafranca (Alesves), Lanz y Echarri. Es extensión del fuero de Jaca. También se aplicó el fuero de Jaca o de Pamplona a localidades guipuzcoanas: San Sebastián, Guetaria, Motrico y Zumaya.[13]
  - El fuero de Logroño se extendió por las poblaciones de zonas dependientes del reino de Castilla, como las de Vizcaya, pero también sirvió de modelo para algunas localidades fortificadas, fronterizas, por entonces, navarras, en la Sonsierra como Laguardia (1164) y San Vicente de la Sonsierra (1172).[14] En el primer caso, Laguardia, se añadió al suyo «varios preceptos propios e innovadores» siendo repetido casi literal en Viana (1219). De nuevo el fuero de Laguardia sirve de modelo para Vitoria (1181), Bernedo y Antoñana (1182) y Arganzón (1191).[15]
- El fuero de Novenera. La Novenera era una comarca jurídica peculiar formada por las villas de Artajona, Mendigorría, Larraga, Miranda y Berbinzana (agregado a Larraga hasta el siglo XV, se incorpora desde entonces como uno más). Novenera hace alusión a "novena", una vez apartado el diezmo eclesiástico, sobre la parte que quedaba de los frutos, se entregaba al rey una décima parte.[5][16] Los cuatro tenían un alcalde «de toda la Novenera» que actuaba en primera instancia y cuya justicia era impartida en la iglesia de San Esteban de Larraga, en la actualidad una ermita en estado ruinoso.[17]
- El fuero de Viguera, fuero de Val de Funes o fuero de Viguera et de Val de Funes. El Val de Funes estaba formado por el propio Funes, Marcilla y el desaparecido Peñalén que recibieron de Alfonso I el Batallador en 1110 un privilegio concediendo el Fuero de Calahorra. Sin embargo se ha conservado un discutido fuero del siglo XIII titulado "de Vigueira et de Val de Funes". Este fuero se aplicó a varias localidades navarras más siendo el más extendido.[5][18]
- Los fueros de frontera, que no tuvieron incidencia en las recopilaciones forales posteriores, se caracterizan por interpolaciones y falsificaciones notables. En este grupo estaría el fuero de Ujué (1076), de Arguedas (1092), Caparroso (1102), Marañón (1124-1134) y Peralta (1144). También se incluirían otros tipos de derecho fronterizo aplicados en la Extremadura de Soria como el caso del fuero de Medinaceli a Carcastillo (1128) y el fuero de Daroca a Cáseda (1129). Las ampliaciones de estos dos tipos de fuero a otros lugares, como Murillo el Fruto y Peña, respectivamente, «son de dudosa autenticidad.»[19]
- El fuero de Cornago fue un modelo foral de frontera otorgado inicialmente por Alfonso I de Aragón y de Pamplona a la localidad de Cornago, al principio del siglo XII y que servirá de referencia a los concedidos a Cabanillas (1127), Araciel (1128), Encisa y Figarol (1129).[20][21]
- El fuero de Los Arcos, recibió de Sancho VI el Sabio fuero propio en 1176. Aun estando en la vía jacobea y tener francos entre sus vecinos, se le fijó «un régimen fiscal diferente» pues «francos y labradores tenían que pagar el censo por solar propio de las poblaciones burguesas desde la segunda mitad del siglo XII, mientras que los infanzones fueron eximidos.» También recoge este fuero rasgos similares a los fueros de frontera. A pesar de todo, «la complejidad de los elementos que confluyen en la configuración de la vida urbana recuerda vagamente a los planteamientos del fuero de Logroño, tan próximo geográficamente, aunque sea un texto mucho más escueto.»[22]

| Sobrarbe | Jaca | Estella                                                                            | Viguera | Novenera                                        | Cornago                           | Daroca      | Medinaceli                          |
| --- | --- | ---------------------------------------------------------------------------------- | --- | ----------------------------------------------- | --------------------------------- | ----------- | ----------------------------------- |
| Tudela Corella Cintruénigo Monteagudo Cascante Pedriz Tulebras Urzante Caichetas Barillas Buñuel Ribaforada Cortes Fustiñana Murillo Valtierra Gallipienzo | Pamplona Sangüesa Lumbier Roncesvalles Larrasoaña Villava Lanz Echarri Villafranca                                                                                                | Estella Olite Puente la Reina Tiebas Monreal Tafalla Torralba Urroz Huarte-Araquil | \| Viana Laguardia San Vicente Labraza Aguilar La Población Marañón Bernedo Torres del Río Sanzol Valdefuentes Funes Milagro Peralta \| Falces Villanueva Marcilla Caparroso Rada Murillo el Cuende Lerín Azagra Cárcar Andosilla Rocaforte Valle del Roncal Valle de Salazar Navascués Ustés Vioçál Castillo Nuevo Aibar \| | Artajona Mendigorría Larraga Miranda Berbinzana | Cabanillas Araciel Encisa Figarol | Cáseda Peña | Carcastillo Mélida Murillo el Fruto |
| Viana Laguardia San Vicente Labraza Aguilar La Población Marañón Bernedo Torres del Río Sanzol Valdefuentes Funes Milagro Peralta                          | Falces Villanueva Marcilla Caparroso Rada Murillo el Cuende Lerín Azagra Cárcar Andosilla Rocaforte Valle del Roncal Valle de Salazar Navascués Ustés Vioçál Castillo Nuevo Aibar |                                                                                    | |                                                 |                                   |             |                                     |